# الكديني (جبلة)

تعديل مصدري - تعديل

الكديني محلة تابعة لقرية الجحاف، التابعة لعزلة الربادي بمديرية جبلة إحدى مديريات محافظة إب في الجمهورية اليمنية، بلغ تعداد سكانها 138 حسب تعداد اليمن لعام 2004.